# 姫さま凛々しく!
『姫さま凛々しく!』（ひめさまりりしく）は2006年6月23日にQ-X（きゅーくす）が発売した18禁恋愛アドベンチャーゲーム。
2007年8月17日にはドラマCDが発売された。

## 解説
異世界を舞台にしたファンタジー調のアダルトゲームで、触手責めといったファンタジーの世界観を生かしたHシーンも存在するが、学園ラブコメディとしての要素が強い作品となっている。
本作には「気持ち調合」というシステムが搭載されており、どのような感情を持って洗濯したかによってその後のストーリー展開が変化するという仕組みになっている。
本作の企画・脚本を担当した茉森晶は、Game-Styleに寄せたコメントの中で『恋する気持ち』をプレイヤーが感じてもらうことに重点を置き、ヒロインたちの感情表現などを重要視したことを述べている。

## ストーリー
ルナリーディ国の王子テュロウは、自分が王子であること以外の記憶を失ってしまうが、女好きという性格が変わらなかった。王位継承の儀が近いのにもかかわらず、テュロウは女たちとHで頭がいっぱいだった。
あるとき、テュロウは4人の少女たちと出会う。本当の恋をしたことがなかったテュロウは彼女達との学園生活の中で本当の恋を知っていった。

## 登場人物
テュロウ
主人公。ルナリーディ国の王子。ある日果無の森の中で記憶を失った状態で目覚める。
後にノエン共同学園へ通うことになった。

### メインヒロイン
最美 千名希（もみ ちなき）
声 - 須本綾奈
異世界から来た少女で、元の世界へ帰る方法を模索している。怖いもの知らずで、テュロウとは対等に接している。また、幼少時から剣道を学んでおり、護身術として活用しようと考えている。
みさら
声 - 三咲里奈
ルナリーディ国の隣国であるアスバ国の王女で、テュロウとは幼馴染。冷たい雰囲気を漂わせているが、熱い心を秘めている。
常に帯剣しており、一定時間剣を鞘から出しっぱなしにしてしまうと酔っぱらうという奇癖がある。
マナフィーゼ
声 - 野神奈々
ルナリーディ国王女。テュロウの姉を自称しているが、幼い外見からテュロウからは妹ではないかと見られている。
国と家族のことを想う優しい性格をしており、テュロウの教育にも力を注いでいる。
シャンレナ
声 - まきいづみ
グルミウという特殊な種族の少女。彼女の種族自体が迫害されてきたためか、無愛想で警戒心が強い。他の人間とは異なる価値観を持つテュロウに興味を抱く。
アティリーン
声 - 榊原ゆい
テュロウ御付きのメイド。幼い時からテュロウの世話をしており、実の親子のような関係でもある。

### サブキャラクター
ハナ
声 - 阿倍由紀
果無の森の妖精。千名希とテュロウを森の外へ導いた後は、千名希のそばについている。幼くかわいらしい見た目だが、口調は年寄りじみている。
ゆちや
声 - 遠野そよぎ
アスバ国と友好関係にあるマヤカヤ国の王女で、テュロウらのクラスの委員長を務めている。
みさらを王女としてふさわしい人物として憧れている。みさらと対立関係にある千名希や、みさらの幼馴染であるテュロウを快く思っていないが、なかなか言い出せずにいる。
シュライハル
声 - ヘルシー太郎
テュロウの同級生である貴族の子弟。テュロウに取り入ろうとしており、誇り高いみさらとはそりが合わない。
ミフェリエ
声 - 乃嶋架菜
テュロウらの担任教師。
テレアミリ
声 - 草月弥生
王家の屋敷に現れる謎の少女。なぜか身体が不鮮明で、触れた物体は彼女の身体をすり抜ける。
シャーファ
声 - 成瀬未亜
マナフィーゼの同級生。下級生にあたるテュロウに告白してきた。
メイヴィズ
声 - 東村山狩人
ルナリーディの国王。
フィルミィド
声 - 新波俊也
テュロウとマナフィーゼの兄。場の雰囲気をコントロールする血鳴を持っている。そのさわやかな人間性から国民からの人気が高く次期国王にと期待されているほどだが、本人はテュロウが次期国王にふさわしいと思っている。
バーレッジ
声 - 牛込亀男
ルナリーディ王家御付きの医者兼庭師。無愛想なようで心優しい人物。

## 用語
血鳴（ちなき）
限られた人が持つ特殊能力。ルナリーディ王家の者たちはその能力をもって国民を守ってきた。

## スタッフ
- シナリオ - 茉森晶
- 原画 - 亜方逸樹
- 音楽 - 溝口哲也

## 主題歌
オープニングテーマ「姫さま羽ばたく!」
作詞 - 茉森晶 / 作曲 - 溝口哲也 / 歌 - 藤野哩
エンディングテーマ「輝く世界、幸せの国」
作詞 - 茉森晶 / 作曲 - 溝口哲也 / 歌 - 藤野哩